# 恩平区

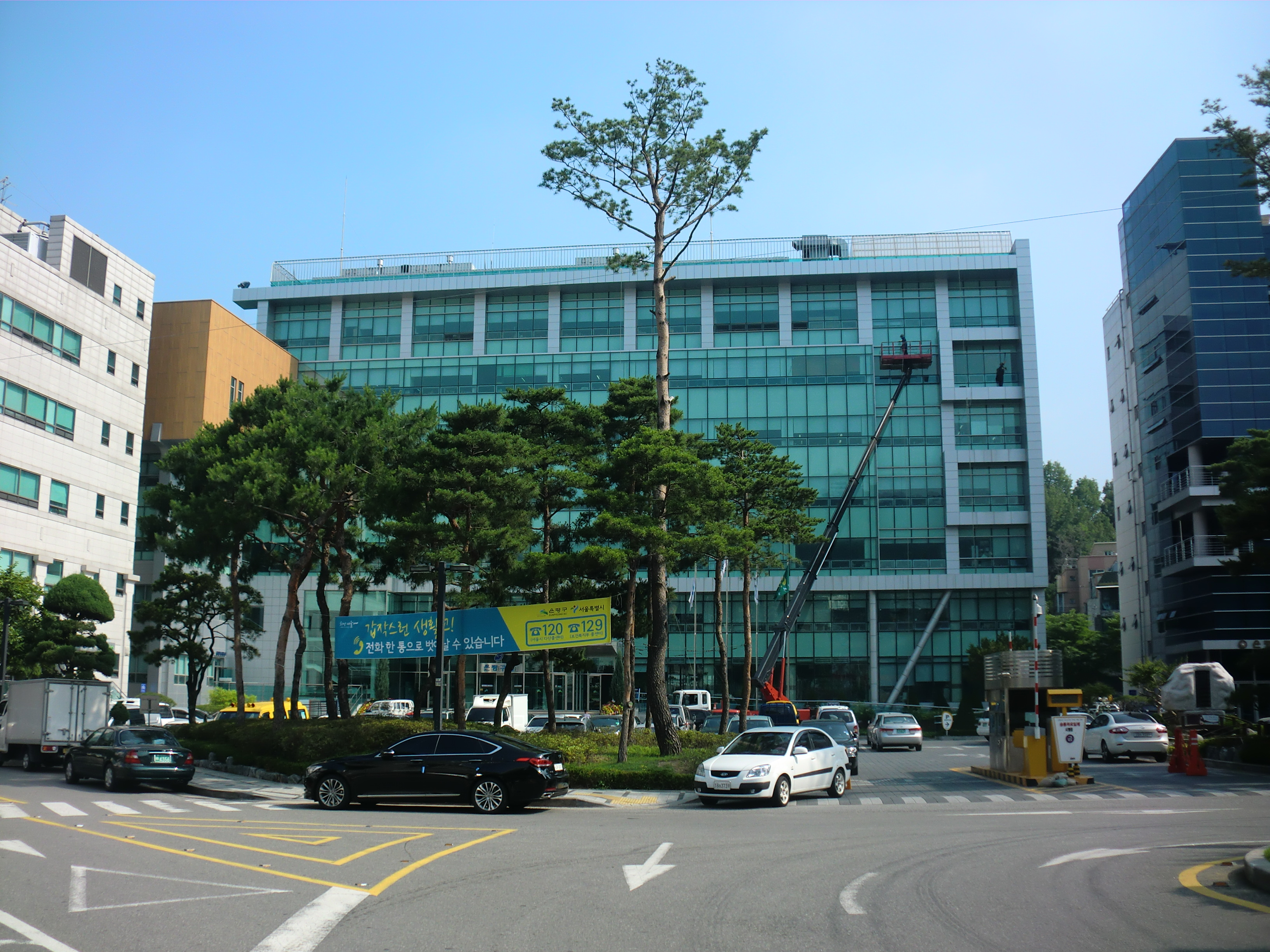
恩平区庁

恩平区（ウンピョンく）は、大韓民国ソウル特別市北西部にある区である。

## 地理
恩平区はソウル特別市の北西部に位置する。
- 山：莉茉山（イマルサン）、鷹峰（ウンボン）、鴬鳳山（エンボンサン）、烽山（ポンサン）、チョクトゥリ峰（チョクトゥリボン）、白蓮山（ペンニョンサン）、水色山（スセクサン）
- 河川：香洞川（ヒャンドンチョン）、昌陵川（チャンヌンチョン）、北漢川（プカンチョン）、仏光川（プルグァンチョン）、碌磻川（ノクポンチョン）

### 隣接自治体
- 東・北：京畿道高陽市
- 西：西大門区
- 南：麻浦区

## 歴史
- 1979年10月1日 - 西大門区から碌磻洞、仏光洞、葛峴洞、亀山洞、大棗洞、鷹岩洞、駅村洞、新寺洞、繒山洞、津寛内洞、津寛外洞、旧把撥洞、水色洞を分割し、恩平区が発足。（法定洞）
  - 行政洞は水色洞、碌磻洞、仏光第1洞、仏光第2洞、葛峴洞、亀山洞、大棗洞、鷹岩第1洞、鷹岩第2洞、鷹岩第3洞、駅村洞、新寺洞、繒山洞、津寛内洞、津寛外洞の洞事務所を設置。
- 1985年9月1日 - 仏光第2洞を仏光第2洞、仏光第3洞に分洞。駅村洞を駅村第1洞、駅村第2洞に分洞。（行政洞）
- 1989年7月1日 - 葛峴洞を葛峴第1洞、葛峴第2洞に分洞。（行政洞）
- 1989年9月1日 - 新寺洞を新寺第1洞、新寺第2洞に分洞。鷹岩第3洞を鷹岩第3洞、鷹岩第4洞に分洞。（行政洞）
- 2007年8月12日 - 津寛内洞、津寛外洞、旧把撥洞を津寛洞に合洞。（法定洞）
  - 行政洞は津寛内洞、津寛外洞を津寛洞に合洞。
- 2008年6月2日 - 仏光第2洞、仏光第3洞を仏光第2洞に合洞。鷹岩第3洞、鷹岩第4洞を鷹岩第3洞に合洞。駅村第1洞、駅村第2洞を駅村洞に合洞。（行政洞）

## 行政
現在の区長は金宇栄（김우영、キム・ウヨン、共に民主党）。

### 警察
- ソウル西部警察署
- ソウル恩平警察署

### 消防
- 恩平消防署

### 保健所
- 恩平区保健所
- 亀山保健支所
- 鷹岩保健支所

### 行政区域

行政区域図

| 行政洞                              | 法定洞 |
| ----------------------------------- | ------ |
| 碌磻洞（ノクポンドン）              | 碌磻洞 |
| 仏光第1洞（プルグァンジェイルトン） | 仏光洞 |
| 仏光第2洞（プルグァンジェイドン）   | 仏光洞 |
| 葛峴第1洞（カリョンジェイルトン）   | 葛峴洞 |
| 葛峴第2洞（カリョンジェイドン）     | 葛峴洞 |
| 亀山洞（クサンドン）                | 亀山洞 |
| 大棗洞（テジョドン）                | 大棗洞 |
| 鷹岩第1洞（ウンアムジェイルトン）   | 鷹岩洞 |
| 鷹岩第2洞（ウンアムジェイドン）     | 鷹岩洞 |
| 鷹岩第3洞（ウンアムジェサムドン）   | 鷹岩洞 |
| 駅村洞（ヨクチョンドン）            | 駅村洞 |
| 新寺第1洞（シンサジェイルトン）     | 新寺洞 |
| 新寺第2洞（シンサジェイドン）       | 新寺洞 |
| 繒山洞（チュンサンドン）            | 繒山洞 |
| 水色洞（スセクトン）                | 水色洞 |
| 津寛洞（チングァンドン）            | 津寛洞 |

## 教育

### 大学
- ベアオペラ芸術大学
- ソウル基督大学校

### 高等学校
- 大成高等学校（テソン）
- 東明女子高等学校（トンミョン）
- 東明女子情報産業高等学校（トンミョン）
- 善一女子高等学校（ソニル）
- 善一イービジネス高等学校（ソニル）
- 善正高等学校（ソンジョン）
- 善正観光高等学校（ソンジョン）
- 世明コンピューター高等学校（セミョン）
- 崇実高等学校（スンシル）
- 神道高等学校（シンド）
- 新進自動車高等学校（シンジン）
- 礼一デザイン高等学校（イェイル）
- 礼一女子高等学校（イェイル）
- 恩平高等学校（ウンピョン）
- 恩平メディテク高等学校（ウンピョン）
- 津寛高等学校（チングァン）
- 沖岩高等学校（チュンアム）
- ハナ高等学校

### 中学校
恩平区はソウル特別市西部教育支援庁の管轄に属する。
- 亀山中学校（クサン）
- 大成中学校（テソン）
- 徳山中学校（トクサン）
- 仏光中学校（プルグァン）
- 上新中学校（サンシン）
- 善一女子中学校（ソニル）
- 善正中学校（ソンジョン）
- 崇実中学校（スンシル）
- 神道中学校（シンド）
- 延曙中学校（ヨンソ）
- 延新中学校（ヨンシン）
- 延川中学校（ヨンチョン）
- 永楽中学校（ヨンナク）
- 礼一女子中学校（イェイル）
- 恩平中学校（ウンピョン）
- 繒山中学校（チュンサン）
- 津寛中学校（チングァン）
- 沖岩中学校（チュンアム）

### 初等学校
- ソウル葛峴初等学校（カリョン）
- ソウル亀山初等学校（クサン）
- ソウル亀峴初等学校（クヒョン）
- ソウル碌磻初等学校（ノクポン）
- ソウル大恩初等学校（テウン）
- ソウル大棗初等学校（テジョ）
- ソウル北漢山初等学校（プカンサン）
- ソウル仏光初等学校（プルグァン）
- ソウル上新初等学校（サンシン）
- ソウル西新初等学校（ソシン）
- ソウルスリ初等学校
- ソウル水色初等学校（スセク）
- ソウル神道初等学校（シンド）
- ソウル新寺初等学校（シンサ）
- ソウル駅村初等学校（ヨクチョン）
- ソウル延光初等学校（ヨングァン）
- ソウル延新初等学校（ヨンシン）
- ソウル延恩初等学校（ヨヌン）
- ソウル延川初等学校（ヨンチョン）
- ソウル恩明初等学校（ウンミョン）
- ソウルウンピッ初等学校
- ソウル恩津初等学校（ウンジン）
- ソウル恩平初等学校（ウンピョン）
- ソウル鷹岩初等学校（ウンアム）
- ソウル繒山初等学校（チュンサン）
- ソウル津寛初等学校（チングァン）
- 善一初等学校（ソニル）
- 礼一初等学校（イェイル）
- 恩恵初等学校（ウネ）
- 沖岩初等学校（チュンアム）

## 交通

### 鉄道
- KORAIL
  - 首都圏電鉄京義・中央線：水色駅 - デジタルメディアシティ駅
- ソウル交通公社
  - 3号線：旧把撥駅 - ヨンシンネ駅 - 仏光駅 - 碌磻駅
  - 6号線：鷹岩駅 - 駅村駅 - 仏光駅 - トクバウィ駅 - ヨンシンネ駅 - 亀山駅 - （鷹岩駅） - セジョル(新寺)駅 - 繒山(明知大前)駅 - デジタルメディアシティ駅
- 首都圏広域急行鉄道
  - A路線：ヨンシンネ駅

### 道路
- 大路級
  - 加陽大路（カヤンデロ）
- 路級
  - 鷹岩路（ウンアムノ）
  - 恩平トンネル路（ウンピョントノルロ）
  - 恩平路（ウンピョンノ）
  - 加佐路（カジャロ）
  - 葛峴路（カリョンノ）
  - 水色路（スセンノ：スセク路）
  - 西五陵路（ソオルンノ）
  - 真興路（チヌンノ）
  - 繒山路（チュンサンノ）
  - 統一路（トンイルロ）
  - 碌磻路（ノクポンノ）
  - 北漢山路（プカンサンノ）
  - 仏光路（プルグァンノ）
  - 白蓮山路（ペンニョンサンノ）
  - 延曙路（ヨンソロ）
  - ヨンマル路（ヨンマルロ）
- 街級
  - 義相峰街（ウィサンボンキル）
  - 繒山西街（チュンサンソギル）
  - 津寛街（チングァンキル）
  - 大西門街（テソムンキル）
  - 仏光川街（プルグァンチョンキル）